# پاتریک آندرشون
پاتریک آندرشون (سوئدی: Patrik Andersson؛ زادهٔ ۱۸ اوت ۱۹۷۱) بازیکن فوتبال بازنشسته اهل سوئد است. پدر وی روی آندرشون و برادرش دانیل آندرشون نیز به صورت حرفه‌ای بازیکن فوتبال بوده‌اند.

## باشگاهی
از باشگاه‌هایی که در آن بازی کرده‌است، می‌توان به بلکبرن، مالمو، بایرن مونیخ، بارسلونا و بروسیا مونشن‌گلادباخ اشاره کرد.

## تیم ملی
وی همچنین در تیم ملی فوتبال سوئد بازی کرده است و در جام‌های جهانی ۱۹۹۴ و ۲۰۰۲ برای این تیم به میدان رفته است.